# Китайсько-швейцарські відносини
Китайсько-швейцарські відносини — двосторонні дипломатичні відносини між Китаєм та Швейцарією, які були встановлені 17 січня 1950. Хоча економічні відносини були хорошими, вони були напруженими після прийняття Закону про національну безпеку Гонконгу в червні 2020 року. Незважаючи на це, країни продовжували працювати разом.

## Історія
Серед перших швейцарських відвідувачів Китаю були місіонери-єзуїти в 17 столітті. Їхні годинники користувалися популярністю у дворі Цин, і в результаті кілька швейцарських годинників почали експортувати годинники до Китаю. Однак лише з популярністю шинуазрі у 18 столітті економічний інтерес до Китаю поширився в Швейцарії. У 19 столітті швейцарські купці та місіонери отримували прибуток від неформального імперіалізму в Швейцарії та користувалися консульським захистом інших держав. Хоча швейцарські ЗМІ, як правило, критично ставилися до західного імперіалізму в Китаї, навіть під час повстання боксерів і перемоги комуністів у громадянській війні в Китаї в 1949 році, більшість газет ігнорували участь Швейцарії в цьому. Після встановлення дипломатичних відносин між Швейцарією та Китайською Республікою в 1918 році швейцарські громадяни отримали офіційне право на екстериторіальність, і вони були частиною іноземної спільноти в китайських договірних портах, користуючись тими ж привілеями, що й громадяни імперських держав у Китаї. Швейцарський експорт до Китаю включав кишенькові та наручні годинники, індиго та текстиль, тоді як в імпорті з Китаю переважали шовк та продукти харчування. Після Другої світової війни швейцарська критика націоналістичного режиму посилилася. Швейцарія відмовилася від екстериторіальних привілеїв у 1946 році, але відносини між двома країнами були далекими, і Швейцарія була більше зацікавлена в захисті своїх економічних інтересів у Китаї, ніж у підтримці націоналістів у громадянській війні в Китаї. У результаті уряд Швейцарії став п'ятою західною державою, яка визнала КНР 17 січня 1950 року.

## Двосторонні відносини Китаю
Доки Китай не встановив дипломатичні відносини з Францією в 1964 році, Швейцарія була єдиною країною в центральній і південній Європі, яка мала китайське посольство. У результаті посольство КНР у Берні та консульство в Женеві відповідали за політичні та економічні відносини Китаю з Францією, Італією, Німеччиною та іншими країнами. Китайсько-швейцарські економічні відносини прискорилися після економічних реформ Ден Сяопіна наприкінці 1970-х років. Торгівля Швейцарії з Китаєм не є дефіцитною, як інші промислово розвинені країни торгують з Китаєм. Двостороння торгівля між двома країнами зростає щорічно на 20–30 відсотків. У 2007 р. швейцарський експорт оцінювався в 5,4 млрд швейцарських франків або 5,36 млрд доларів США. Зараз Китай є головним торговельним партнером Швейцарії в Азії, випереджаючи Японію.
Протягом останнього десятиліття швейцарські фірми вели значні інвестиції в Китай. У Китаї працює близько 300 швейцарських фірм із понад 700 філіями із загальною кількістю зайнятих 55 000 осіб. Китайські фірми мають невелику, але зростаючу присутність у Швейцарії як базу для розширення в Європі. Китайські фірми виходять на ринки не тільки основних споживчих товарів, таких як текстиль і взуття, але й хімічних проміжних продуктів, фармацевтичних препаратів, високотехнологічних деталей і телекомунікацій.
У травні 2013 року під час свого офіційного візиту до альпійської країни прем'єр-міністр Китаю Лі Кецян підписав першу угоду про вільну торгівлю між двома країнами на суму понад 26 мільярдів доларів. Прямий експорт зі Швейцарії до Китаю становить 22,8 мільярда в цій угоді, яку тодішній президент Швейцарії Уелі Маурер оголосив як «справжню віху». Швейцарія має позитивний торговий баланс із Китаєм, і очікується, що обидві країни отримають прибуток від експортних гарантій, захисту інтелектуальної власності та фінансового співробітництва між своїми найбільшими банками. Таким чином, Швейцарія стала першою країною континентальної Європи з найбільшою економікою, яка уклала угоду про вільну торгівлю з Китаєм.
У січні 2015 року під час Всесвітнього економічного форуму Національний банк Швейцарії та Народний банк Китаю підписали меморандум про взаєморозуміння щодо встановлення клірингових угод у юанях у Швейцарії.

### 2020
У червні 2020 року Швейцарія відкрито виступила проти закону про національну безпеку Гонконгу.
У вересні 2020 Федеральна розвідувальна служба Швейцарії написала, що: Розрив між західною ліберальною моделлю та авторитарним державним капіталізмом Китаю ще більше збільшуватиметься. Повідомлення про пропаганду режиму, кампанії дезінформації, цензуру та жорсткі репресії щодо його опонентів у Гонконзі та етнічних меншин у Тибеті та Сіньцзяні свідчать про зростання міжнародного сприйняття загрози з боку Китаю.
У жовтні 2020 Швейцарія підписала спільну заяву щодо ситуації з правами людини в Сіньцзяні та останніх подій у Гонконгу, з якою виступила Німеччина, та яку засуджує Китай.

### 2021
У серпні 2021 китайські державні ЗМІ, включаючи CGTN, Shanghai Daily і Global Times, процитували так званого швейцарського біолога Вілсона Едвардса, який сказав, що «США настільки одержимі нападом на Китай у питанні відстеження походження, що не хочуть відкривати свої очі на дані та висновки». Посольство Швейцарії в Китаї відповіло, що його, ймовірно, не існує, оскільки не було жодного реєстру громадянина Швейцарії на ім'я «Вілсон Едвардс», а також академічних статей під цим ім'ям.